# Anja Brekkan
Anja Brekkan (...) è un'ex sciatrice alpina norvegese.

## Biografia
Specialista delle prove veloci, la Brekkan vinse la medaglia di bronzo nella discesa libera ai Campionati norvegesi 1990; non ottenne piazzamenti in Coppa del Mondo né prese parte a rassegne olimpiche o iridate.

## Palmarès

### Campionati norvegesi
- 1 medaglia (dati dalla stagione 1989-1990):
  -  1 bronzo (discesa libera nel 1990)[senza fonte]